# Prados
Prados là một đô thị thuộc bang Minas Gerais, Brasil. Đô thị này có diện tích 261,41 km², dân số năm 2007 là 8487 người, mật độ 30,4 người/km².